# Jüdischer Friedhof Lipno
Der Jüdische Friedhof  in Lipno (deutsch 1941–45: Leipe), einer Stadt in der Woiwodschaft Kujawien-Pommern in Polen, wurde 1736 angelegt und 1939 zerstört.

## Geschichte
Die erste Erwähnung des jüdischen Friedhofs stammt aus dem Jahre 1736. Man nimmt an, dass er sich die ganze Zeit an der gleich Stelle befand, obwohl dem Jüdischen historischen Institut in Warschau eine Fotokopie des Stadtplans von Lipno aus dem Jahr 1830 vorliegt, wo zwei jüdische Friedhöfe verzeichnet sind. Einer von beiden wird dort als „ehemaliger“ Friedhof bezeichnet; eine Erklärung könnte sein, dass man um das Jahr 1830 das Anlegen eines neuen Friedhofs tatsächlich plante, das aber nicht verwirklicht wurde. Stattdessen kam es offensichtlich zu einer Erweiterung des bereits existierenden Friedhofs, wie einige militärische Karten von 1935 belegen sollen.
Der Friedhof wurde 1939 nach dem Kriegsausbruch durch die deutschen Besatzer zerstört, die Grabsteine wurden zur Ausbesserung von Bürgersteigen in der Stadt verwendet. Auf dem Gelände befindet sich heute eine veterinäre Station, ein Parkplatz und ein Verwaltungsgebäude.

## Quelle
- Cmentarz (ul. Sierakowskiego), Beschreibung auf Portal Wirtualny sztetl (Muzeum Historii Żydów Polskich – Museum der Geschichte polnischer Juden), online auf: sztetl.org.pl/...